# 北川友紀
北川 友紀（きたがわ ゆき、本名同じ）は、日本のシンガーソングライター。ラジオパーソナリティである。
2014年よりソロプロジェクト「Heart Cresc.」(ハートクレッシェンド)として活動。静岡県藤枝市出身。

## 概要

### 人物
- 静岡県立焼津中央高等学校卒業。
- 身長152cm。

### 略歴
2008年
- 09月 - 路上ライブを開始。
- 11月 - 自主制作CD「雨音」をリリース（ライブ会場限定）。

2009年
- 09月 - ミニアルバム「夜に咲く花」でインディーズデビュー。
タワーレコード インディーズウィークリーチャート初登場第1位を獲得。

2010年
- 10月 - K-MIXのラジオ番組「北川友紀のふわふわバクダン！」スタート。

2011年
- 01月 - 2ndミニアルバム「Dreamin’ Dreamer」リリース。

2014年
- 02月 - ソロプロジェクト「Heart Cresc.」スタート。
- 02月 - 配信シングル「Can You Hear My Calling?」配信スタート。

2015年
- 02月 - シングルCD「君にSOS」リリース。

## 作品

### CD
2008年
- 011月7日 - ライブ会場限定CD「雨音」（完売）

2009年
- 07月20日 - 「夜に咲く花」（5曲入り）

2010年
- 006月2日 - 静岡県藤枝市まちおこしCD「オムレツ～ふじえだ 愛の唄～」
- 006月26日 - コンピレーションアルバム「ふわCD　ここに恋濃い恋ここいここに来いニコニコの恋ここに恋来い」
- 008月2日 - ライブ会場限定CD｢a beginning｣（完売）

2011年
- 01月14日 - 「Dreamin’ Dreamer」（7曲入）

2015年
- 02月 - Heart Cresc.1stシングルCD「君にSOS」(3曲入)

2016年
- 012月 - Heart Cresc.2ndシングルCD「ゲキテキミラクル」(2曲入)
2018年
  - 04月 - Heart Cresc.1stミニアルバムCD「七撃必殺」(7曲入)

### 映像
2009年
- 07月28日 - 「雨音」ミュージッククリップ

2015年
- 05月 - 「君にSOS」ミュージッククリップ

## メディア

### ラジオ
- 北川友紀のふわふわバクダン！[2][3]（K-MIX、2010年10月3日〜2013年3月31日・日曜22:00-22:30）
- ハーティーズサミット(沼津コーストエフエム、2015年12月～2017年12月)
- ゆるハピ(楽天FM、2016年1月～2017年8月)
- キタガワユキの胸ドキ！（シティエフエム静岡 FM-Hi、2018年1月〜2019年12月）